# De salute animarum

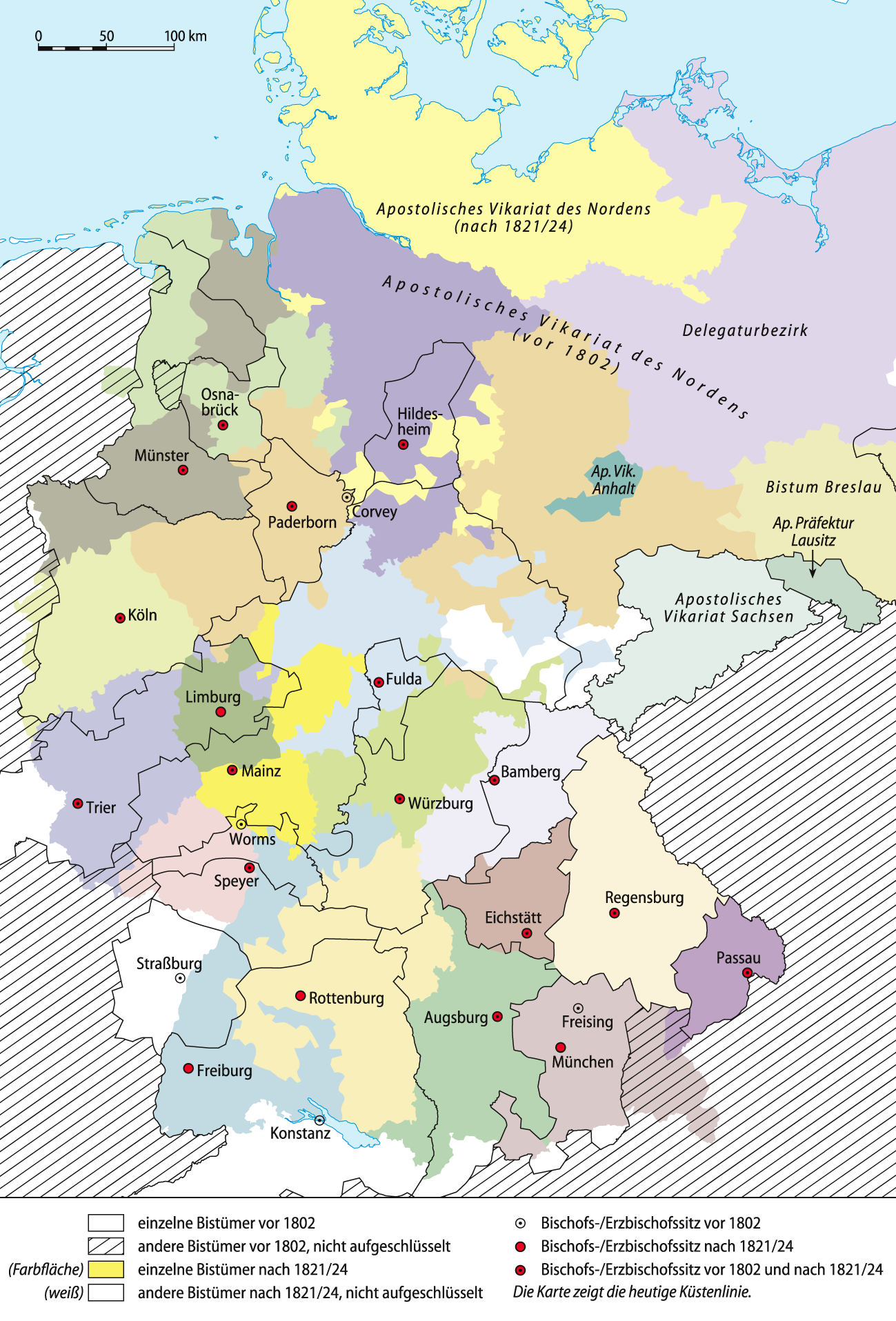
Die alte Diözesangliederung (schwarze Grenzlinien) und die Neuumschreibung nach dem Wiener Kongress (Farbflächen) auf dem Gebiet der heutigen Bundesrepublik Deutschland

Mit der päpstlichen Bulle De salute animarum (lat.: Über das Heil der Seelen), vom 16. Juli 1821 (abgedruckt in: Preußische Gesetzessammlung, 1821, S. 114–152), legte Papst Pius VII. im Rahmen der Neuumschreibung der katholischen Diözesen in Deutschland nach dem Wiener Kongress die Neuordnung der Diözesen und Kirchenprovinzen in Preußen fest.

## Geschichte
Da der Wiener Kongress (1814–1815) keine Klärung der kirchlichen Angelegenheiten brachte und die Kirchenprovinzen an die innerpreußischen Grenzen angeglichen werden sollten, wurden mit der Zirkumskriptionsbulle die Verhältnisse der katholischen Kirche in Preußen neu geregelt. Zum Exekutor dieser Bulle ernannte der Papst den ermländischen Bischof Joseph von Hohenzollern-Hechingen.

## Bestimmungen für die einzelnen Bistümer und andere Jurisdiktionsbezirke

### Gnesen und Breslau
Das Bistum Breslau wurde aus der Kirchenprovinz Gnesen herausgelöst und direkt der römischen Kurie unterstellt. Ein großer Teil der Lausitz, der an Preußen gefallen war, wurde dem Bistum Breslau zugeordnet.
Durch die Bulle wurde dem damaligen Großdechanten der Grafschaft Glatz, die kirchlich weiterhin zum Erzbistum Prag gehörte, die verliehene Würde eines Ehrendomherren des Domstifts von Breslau zugesagt und auch für seine Nachfolger gesichert.
Die Nordostgrenze des Bistums Breslau fiel fortan mit der Provinz- bzw. Staatsgrenze gegenüber der Provinz Posen, Kongresspolen und dem österreichischen Galizien zusammen. Im Nordwesten wurden die Katholiken der preußischen Oberlausitz sowie eines Teiles der Provinz Brandenburg Breslau unterstellt.

### Brandenburg und Pommern
In der Diaspora in Brandenburg und Pommern lebten vergleichsweise wenige Katholiken. So gab es in Pommern nur sechs katholische Pfarreien, darunter Stettin und Stralsund. Die brandenburgischen und pommerschen Katholiken unterstanden bis 1821 dem Apostolischen Vikariat des Nordens. Dessen Sitz war in Hildesheim im Königreich Hannover, also außerhalb Preußens. Deshalb lag dem preußischen König daran, dass die Katholiken in Brandenburg und Pommern einer Instanz zugeordnet wurden, die ihren Sitz innerhalb Preußens hatte. Mit der Bulle „De salute animarum“ fiel die brandenburgische und pommersche katholische Diaspora (bis auf die Lande Lauenburg und Bütow) an das Fürstbistum Breslau. Sie wurde durch die Fürstbischöfliche Delegatur für Brandenburg und Pommern verwaltet. Der jeweilige Delegat war zugleich Propst der Berliner Hedwigskirche.

### Pommerellen und Kulm
Unter maßgeblicher Vorarbeit des Dompropstes von Ermland und späteren Bischofs von Kulm, Ignaz Stanislaus von Mathy, wurde Pommerellen dem Bistum Kulm zugeteilt und dessen Kathedralsitz nach Pelplin verlegt.

### Magdeburg
Mit der Neuordnung wurde nahezu das gesamte Gebiet (des heutigen Bistums Magdeburg) dem Bistum Paderborn zugeordnet. Allerdings war dieses Territorium noch in zwei Bereiche gegliedert: in das Geistliche Gericht Erfurt mit den Städten Halle, Zeitz und Torgau sowie in das Kommissariat Magdeburg mit den Städten Halberstadt, Magdeburg und Salzwedel.

### Paderborn
Mit der Bulle wurde das Paderborner Bistum neu umschrieben. Es kamen hinzu das Bistum Corvey sowie Teile der Bistümer Mainz, Köln und Osnabrück sowie des Apostolischen Vikariats des Nordens mit den früheren Bischofssitzen Minden Halberstadt und Magdeburg. Ebenfalls wurde ein großer Teil des Sauerlandes dem Bistum Paderborn zugeschlagen.

### Münster
Durch die päpstliche Bulle wurden die im Großherzogtum Oldenburg und die im damaligen Regierungsbezirk Kleve wohnenden Katholiken der Jurisdiktion des Bistums Münster unterstellt. Insofern griff die Bulle „De salute animarum“ über Preußen hinaus.
Auch die Grenzen des Bistums Münster mussten neu gezogen werden. Nach Verhandlungen zwischen Papst und Preußen wurden sie dann den neuen politischen Grenzen angepasst. Mit kleineren und späteren Veränderungen entstanden die heutigen Bistumsausmaße.

### Aachen und Köln
Das Bistum Aachen wurde aufgehoben und das Erzbistum Köln wiederhergestellt. Zugleich wurde Köln zur Metropolie der niederrheinischen Kirchenprovinz bestimmt.

### Trier
Nach langen Vorverhandlungen umschrieb die Bulle das neue Bistum Trier in den Grenzen der preußischen Regierungsbezirke Koblenz, Trier und kleinerer Teilterritorien.